# Benita Sarah Bailey

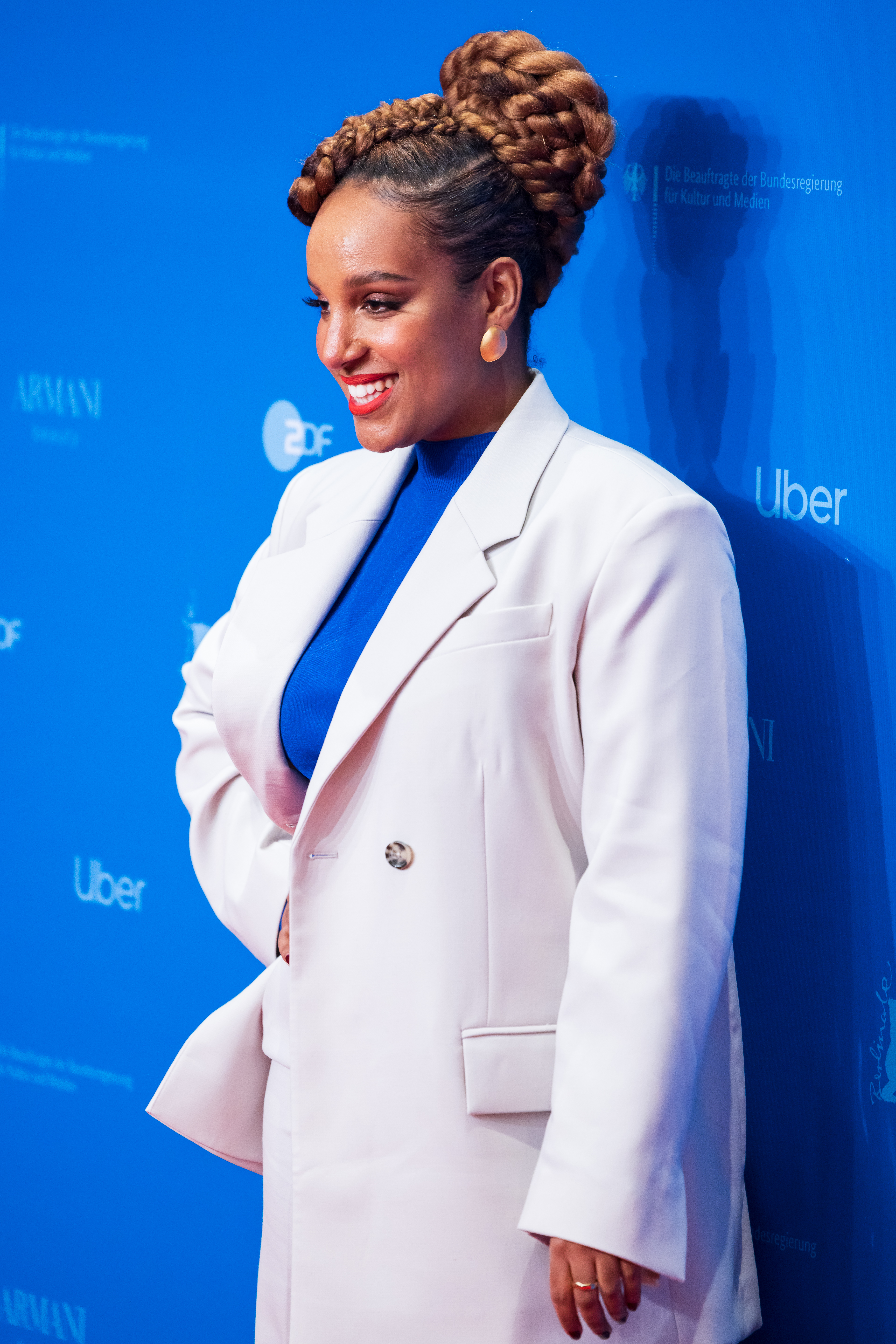
Benita Sarah Bailey, 2023

Benita Sarah Bailey (geb. Benita Krebs,* 1984 in Rudolstadt) ist eine deutsche Schauspielerin und Filmemacherin.

## Leben
Bevor Benita Bailey 2012 ihren Fokus auf die Schauspielerei und Filmkunst legte, studierte sie unter dem Namen Benita Krebs Internationale Beziehungen und Afrikanistik an der Universität Leipzig und in Hongkong und arbeitete erst für die Vereinten Nationen in New York City, dann für die GIZ in Peking und schließlich als wissenschaftliche Mitarbeiterin im Bereich Afrikapolitik und Menschenrechte für den Deutschen Bundestag in Berlin.
Von 2012 bis 2015 absolvierte sie ihre Schauspielausbildung an der Schauspielschule Charlottenburg. Bailey war sowohl in Film und Fernsehen als auch im Theater Teil Internationaler Produktionen. In Montreal spielte sie u. a. Hamlet, Jelinek und For Coloured Girls. Ihr Bestreben, auch junge Menschen mit ihrer Kunst und ihren Botschaften zu erreichen, mündete in zahlreichen Dozenturen an Universitäten sowie in der Gründung des interdisziplinären kanadischen Künstlerkollektivs Diaspora Kids, das eine Produktion für weltweite Bühnen erarbeitet.
Bailey gehört zum Organisatoren- und Botschafterkreis der Schwarzen Filmschaffenden Gemeinschaft, einem Netzwerk für in Deutschland lebende schwarze Filmschaffende, wie Regisseure, Produzenten, Drehbuchautoren und Schauspieler, das es sich zur Aufgabe gemacht hat, schwarzen Künstlern eine Struktur anzubieten, um ihre Geschichten aus eigener Perspektive zu erzählen und der bisher vorherrschenden klischeehaften Darstellungen schwarzer Charaktere im deutschen Film und Fernsehen etwas entgegenzusetzen. Darüber hinaus produziert Bailey seit 2020 ihr eigenes Interview-Format #YELLIT auf YouTube, das vom Goethe-Institut Montreal und Toronto unterstützt wird und in dem sie Schwarze Künstler vorstellt. 2023 erscheint die vierte Staffel in Koproduktion mit der Met Film School Berlin. Die Show zeigt sechs einflussreiche Künstlerinnen aus der Filmszene, die über ihr Leben, ihre Arbeit und ihre Liebe zum Film sprechen.
Im Februar 2022 erschien das 152-minütige, von Bailey eingelesene Hörbuch von Natasha Browns Zusammenkunft in der Übersetzung von Jackie Thomae. Herausgebracht hat es Der Audio Verlag.
Sie ist mit einem kanadischen Dozenten verheiratet.

## Filmografie (Auswahl)
- 2015: Hard & Ugly
- 2016: Gute Zeiten, schlechte Zeiten
- 2017: Act a Hool
- 2017: In To Me See
- 2017: Kreuzberg
- 2017: I’m a woman
- 2021: Der Zürich-Krimi: Borchert und der Mord im Taxi
- 2022: Die Pflegionärin
- 2022: The Ordinaries
- 2023: Maya Rising
- 2024: In aller Freundschaft (Fernsehserie, Folge Helfer in der Not)
- 2024: Alles gelogen
- 2025: Doppelhaushälfte (Fernsehserie, Folge Tausend Mal berührt)

## Theater (Auswahl)
- 2022, Münchener Biennale: Davor Ein dokumentarisches Musiktheater-Projekt von Yoav Pasovsky[9][10], Regie: Robert Lehniger
- 2023: Blues in Schwarzweiß – Rolle: May Ayim, Regie: Lamin Leroy Gibba, Maxim Gorki Theater, Berlin.[11]
- 2023: Johanna – Stell dir vor es ist Krieg und (k)einer geht hin – Rolle: Johanna, Regie: Miriam Ibrahim, Hessisches Landestheater Marburg.[12]
- 2023: Und der Himmel über uns ist sein eigenes Land – Rolle: NN, Regie: Sarah Kurze, Deutsches Theater, Berlin.[13]

## Hörspiele und Hörbücher
- 2020: 1000 Serpentinen Angst Hörbuch – MDR[14]
- 2021: Die Zusammenkunft Audioverlag[15]
- 2024: Doppeltreppe zum Wald Hörspiel – SWR[16]
- 2024: “Lone Star” Radio Feature – Deutschlandfunk[17]